# Ambisagrus
 (juillet 2025).
Améliorez-le ou discutez des points à vérifier. 
Ambisagrus serait une divinité de la mythologie celtique continentale dont l'identité et les attributs auraient été remplacés par ceux de Jupiter lors de la transition vers la religion gallo-romaine.

## Étymologie
Le nom est probablement composé du préfixe proto-celtique *ambi-(«autour») et de la racine *Sagro- («sacré»), ou *sag («rechercher»). Le nom d'Ambisagrus est attesté sur une inscription d'Aquilée,.

## Néo-druidisme et ésotérisme
Selon le néo-druidisme, Ambisagrus aurait été initialement vénéré dans le contexte mythologique celtique, puis ses attributs et caractéristiques celtes se seraient perdues et auraient été remplacées par les attributs du dieu romain Jupiter. En plus des attributs romains, Ambisagrus porterait des attributions liées au contrôle météorologique,.
Dans ce contexte, il est associé à plusieurs autres éléments symboliques tels que la Roue de Fortune ou Le Bateleur dans les cartes du tarot, le cèdre, la svastika, le sceptre, l'olive ou encore la licorne. On invoque Ambisagrus dans les rituels magiques afin d'influencer la météorologie ou pour demander à être imprégné des qualités de bon dirigeant.